# Arve Lønnum
Arve Johannes Lønnum (født 2. oktober 1911 i Egge i Nord-Trøndelag, død 18. december 1988) var en norsk læge og politiker. Lønnum var overlæge ved centralsygehuset i Akershus fra 1971 til 1981 og var professor i neurologi ved Universitetet i Oslo. Han var også forfatter af en række bøger om sundhedspolitiske og om militærhistoriske emner. 
Han kom med i miljøet rundt Anders Lange, og var en af lederskikkelserne i Anders Langes Parti, blandt andet som formaden fra 1975 til 1978 (navneskifte til Fremskrittspartiet i 1977). I 1988 blev han medlem af Oslo bystyre.
Arve Lønnum blev i 1988 gravlagt ved kirkegården til Grefsen kirke i strøket Grefsen i bydelen Nordre Aker i Oslo.
Lønnums søn Arve Lønnum jr. har også mærkeret sig som Frp-politiker.